# Evangelische Kirche (Ulrichstein)

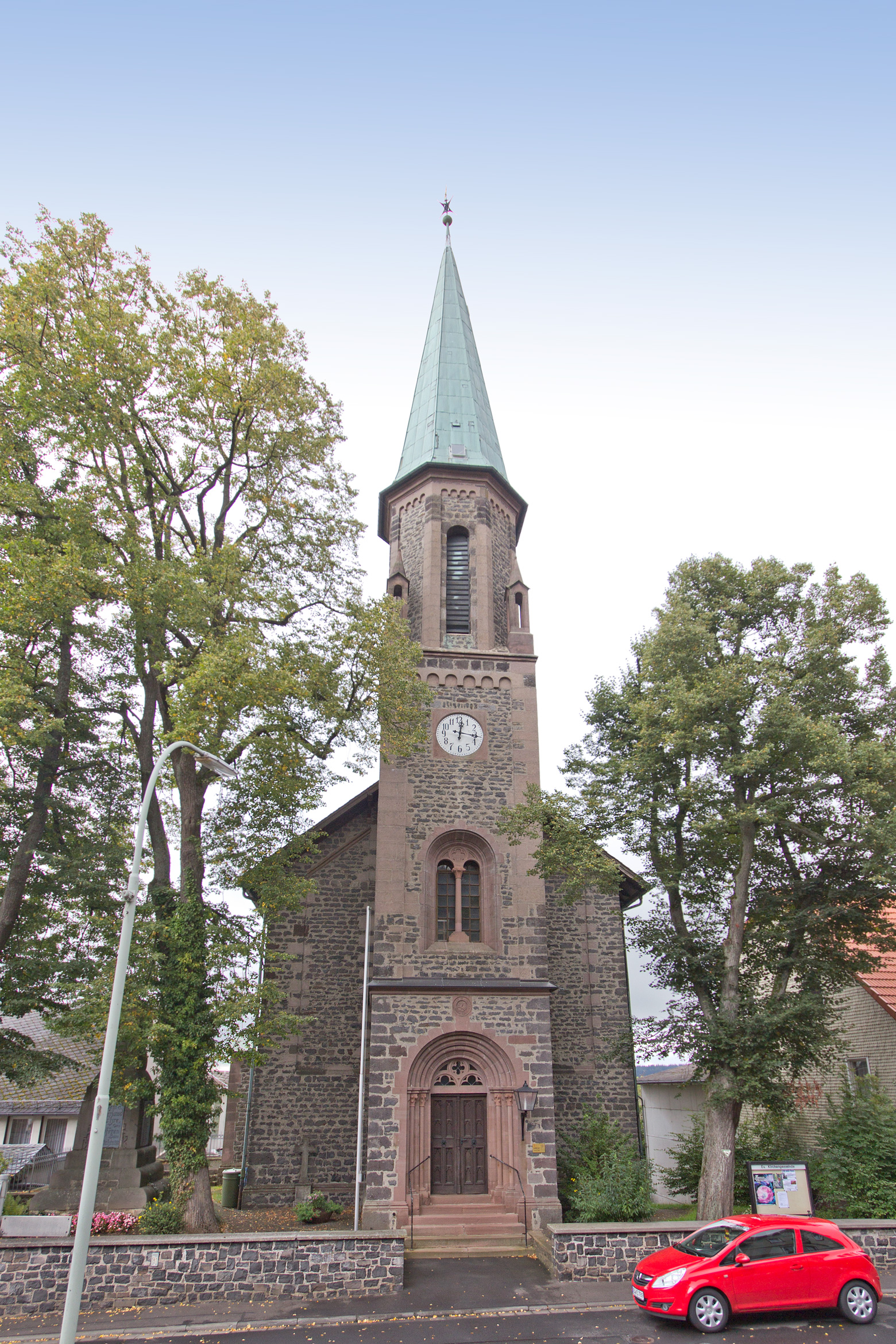
Evangelische Kirche (Ulrichstein)

Die Evangelische Kirche Ulrichstein ist ein denkmalgeschütztes Kirchengebäude, das in Ulrichstein steht, einer Kleinstadt im Vogelsbergkreis (Hessen). Die Kirchengemeinde gehört zum Dekanat Büdinger Land in der Propstei Oberhessen der Evangelischen Kirche in Hessen und Nassau.

## Beschreibung
Die steinsichtige, neuromanische Saalkirche wurde 1858–1861 erbaut. An das Kirchenschiff schließt sich ein eingezogener Chor mit einem dreiseitigen Abschluss an. Zwischen den Wichhäuschen auf dem quadratischen Fassadenturm sitzt ein achteckiges, mit einem spitzen Helm bedecktes Obergeschoss, das hinter den Klangarkaden den Glockenstuhl beherbergt. Die Kirchenglocken hat Johann Philipp Hentschel gegossen. Die Turmuhr befindet sich in dem Geschoss darunter, das mit einem Bogenfries abschließt. Das Portal im Fassadenturm wird über eine kurze Freitreppe erreicht. 
Die Emporen und die Kanzel stammen aus der Bauzeit. Auf vier Schildern sind die vier Evangelisten dargestellt. Die Orgel mit 16 Registern, 2 Manualen und Pedal wurde 1967 von der Förster & Nicolaus Orgelbau gebaut.